# Carmen Donna-Dío
Carmen Donna-Dío (La Habana, 4 de noviembre de 1921-Ciudad de México, 29 de septiembre de 2005) fue una actriz de doblaje y bailarina cubano-mexicana.

## Biografía
María del Carmen Donna-Dío Rodríguez nació el 4 de noviembre de 1921, en La Habana, Cuba. De ascendencia española e italiana, su padre, Ramón Donna-Dío, fue concertista. Muy joven emigró a México, donde acompañaba a su padre en la guitarra en un programa radial llamado Cuerdas y Guitarras.
A los 17 años contrae matrimonio con Juan Tenorio, representante artístico y cantante, con quien tuvo a Joaquín, su primer hijo. Cuatro años después, se divorcia y empieza a trabajar en las radionovelas y radioteatros de la estación XEW. Obtuvo la fama tempranamente en la radionovela Corona de espinas, en XEW. 
Telesistema Mexicano le abrió las puertas, en la incipiente televisión mexicana, donde actuó en programas, sobre todo de comedia; además de ser locutora y presentadora, llegando a ser la voz oficial del programa “El teatro fantástico de Cachirulo”.
En 1950, debido al convenio de los Estudios Churubusco con Disney, es convocada por Edmundo Santos para trabajar en los largometrajes animados de dicha empresa. Su debut fue en el papel de Anastasia, la hermanastra menor de Cenicienta. 
Otros de sus roles fue el de Endora (Agnes Moorehead) en la comedia Hechizada. Dio voz a la Nana en Conde Pátula, la Abuela Addams en Los locos Addams. En sus últimos trabajos dio voz a Raquel Ochmonek en la comedia ALF y a la Cocinera Doris en la serie Los Simpsons. Fue una de las pioneras del doblaje mexicano, con cinco décadas de trayectoria.
Es madre de la actriz Olga Donna-Dío y abuela de los también actores Leopoldo y Karla Falcón. Ella era hija de Ramón Donna-Dío.
Falleció  en la Ciudad de México el 29 de septiembre de 2005, a causa de un choque séptico.

## Filmografía

### Películas de imagen real
- 101 dálmatas (Cruella de Vil)
- Los locos Addams - Abuela Addams
- Los locos Addams II - Abuela Addams
- Mi mamá es una sirena - Madre Superiora
- La edad de la inocencia - Sra. Mingott
- Lotería del amor - Mujer Juez
- Perry Mason - Della Street
- Loca obsesión - Sra. Tinkermad
- Hecho en América - Alberta
- ¿Y dónde está el policía 33 1/3? El insulto final - Muriel Dillon
- El último emperador - Emperatriz Tzu Yi
- Salvados por la campana - Sra. Finley
- Uno miente el otro engaña - Secretaria
- El chofer y la señora Daisy - Idela
- Hermosa locura - Rosa
- ¿Conoces a Joe black? - Mujer Jamaiquina
- El zapatero mágico - Nana
- El favor - Maestra de arte
- Critters 3 - Sra. Menges
- Apolo 13 - Blanche Lovell
- Elvira la dama de la oscuridad - Abuela
- Valmont - Marquesa de Rosemande
- La encrucijada - Madre de Johnny
- Ace Ventura - Sra. Finkle
- Mi primo Vinny - Constance Riley
- La hoguera de las vanidades - Mujer en ópera
- Mary Poppins - Sra. Brill (cocinera)
- Lo que el viento se llevó - Mammy
- Romeo y Julieta - Nodriza
- Lady Oscar - Christine Böhm
- Los diez mandamientos - Memnet
- Rocky - Adrianna Pennino
- Loca academia de policías 3 - Mujer tosiendo
- JFK - Maty
- Mujercitas - Tía March
- Con alma corazón - Agnes Miller
- Totalmente salvaje - Mujer 2

### Películas animadas
- Alicia en el país de las maravillas - Hermana de Alicia / La Rosa
- 101 dálmatas - Cruella de Vil
- El zorro y el sabueso - Mamá Búho
- La espada en la piedra-Merlín, el encantador - Doncella
- Peter Pan - Mary Darling / Mujer india
- Dumbo - Elefanta Mayor
- Katy, Kiki y Koko - Ulrica
- El libro de la selva - Winifred
- Los 3 reyes magos - Darío
- Almendrita - Sra. Ratona
- La ratoncita valiente - Tía Angustia
- La Cenicienta - Anastasia Tremaine (debut)
- Babar: la película - La vieja señora
- Los Picapiedra: La boda de Pebbles - Madre de Vilma
- Blancanieves y los siete enanitos - Bruja

### Series animadas
- La Pandilla Baby - Vendedora
- Teatro de cuentos de hadas de Hello Kitty - Fangoria
- Leyenda del viento del norte - Voces diversas
- She-Ra - Madam Rah
- Voltron - Haggar Razz
- Los pequeños Picapiedra - Madre de Pedro
- Los Simpson - Cocinera Doris (temporadas 3-8), Selma Bouvier (temporadas 7-11)
- El conde Pátula - Nana

### Series de TV (imagen real)
- Hechizada - Endora
- Los locos Addams - Abuela Addams
- ALF - Raquel Ochmonek
- Star Trek - Enfermera
- Dinosaurios - Abuela  Ethyl Phillips
- El príncipe del rap - Abuela Banks
- Mi bella genio - Madre del mayor Anthony Nelson y Amanda Bellows
- Step By Step - Ivy Baker

### Telenovelas brasileñas
- Mujeres de arena - Isaura
- El viaje- Doña Guiomar
- Los hermanos Coraje - Sinhana